# 孔雀石设计局
圣彼得堡海洋工程局“孔雀石”（俄语：Санкт-Петербургское морское бюро машиностроения «Малахит»）, 是苏联俄罗斯从事潜艇设计的机构(苏俄三大潜艇设计局：红宝石设计局、孔雀石设计局、天青石设计局)。1974年由第143特种设计局与第16中央设计局“波浪”合并成立。2008年后隶属与俄罗斯国有联合造船公司，向国防部长直接报告。

## 历史
孔雀石设计局的前身之一第143特种设计局，是1948年3月为研制鱼雷攻击型核动力潜艇而在列宁格勒设立，主要从事鱼雷攻击型核潜艇设计。苏联第一艘核潜艇艇627“鲸”型(“十一月级”)K-3号，1952年9月9日立项，由弗拉季米尔·尼古拉耶维奇·佩列古多夫为项目总设计师的第143特种设计局负责全艇设计，于1953年3月前完成了初步设计，1953年3月至1954年5月完成了图纸设计和技术设计，1954年6月在北德文斯克造船厂开工建造，1955年9月24日铺龙骨，1957年8月9日下水，1957年9月13-14日向两座反应堆添加了核燃料。1958年4月19日开始核动力全艇供电综合系留试验。1958年7月4日首次出海试航。1958年12月17日国家试验委员会签署了交付海军的文件。第143特种设计局因研制K-3号艇而被授予列宁勋章，第143特种设计局104名工作人员受到了政府奖励。苏联第二代鱼雷攻击型核潜艇671系统(维克托I、II、III级)前后3型的总设计师都是Г·Н·切尔内舍夫，设计工作由第143特种设计局完成。
孔雀石设计局的另一前身——第16中央设计局，是在1946年由老资格负责水面舰艇的“第17中央设计局”分出的。第16中央设计局成立后最初还是从事巡洋舰等水面舰艇设计。后在苏联弹道导弹核潜艇研发的同时，第16中央设计局被指定从事弹道导弹柴电动力潜艇的设计，以快速形成战斗力，并提供潜射弹道导弹的试验潜艇。1954年1月26日，苏联政府下令首先改造量产型的611型(“祖鲁”级)，使其能安装Д-1弹道导弹潜射装置；随后，开始专为发射弹道导弹而设计的629型(“高尔夫”级)。两项设计工作均由总设计师Н.Н.伊萨宁负责。1964年开始从事核潜艇设计，即661型(“Papa级”)。1966年第16中央设计局改称“波浪”中央设计局(即“Volna”). 1970年，开始接手以前由第18中央设计局研制的深潜器。

## 历任主任设计师
- Isanin, Nicholas Nikitich
- Kuteinikov, Anatoly V.  1992年-1998年为设计局负责人
- Langovoy, Vitaly Mikhailovich
- Morozkin, Gennady
- Petrov, Anatoly B.
- Pyalov, Vdadimir Nikolaevich - 1998年起为设计局负责人
- Farafontov, Yuri Ivanovich
- Chernyshev, George N.
- Shulzhenko, NF

## 军用潜艇设计成果
该设计局设计了17型潜艇共110艘，其中84艘是核动力潜艇。
- 611型(“祖鲁”级)弹道导弹柴电动力潜艇 世界上第一次潜射弹道导弹发射。
- 629型(“高尔夫”级)弹道导弹柴电动力潜艇 中国海军第200号试验潜艇属于该型
- 627型鱼雷攻击核潜艇 苏联第一代攻击型核潜艇
- 645型液态金属冷却核动力鱼雷攻击型潜艇
- 671型鱼雷攻击核潜艇 苏联第二代攻击型核潜艇
- 661型飞航式导弹核潜艇 世界上最快的潜艇
- 705型“天琴座”攻击型钛合金艇壳铅铋液态合金冷却核潜艇 世界上仅有的批量生产的液态金属冷却核潜艇
- 971型“白斑狗鱼-B”攻击型核潜艇 苏联第三代攻击型核潜艇，也是2020年前俄罗斯海军的主力
- 885型“梣树”通用攻击型核潜艇 俄罗斯第四代攻击型核潜艇